# Abraham Kaplan

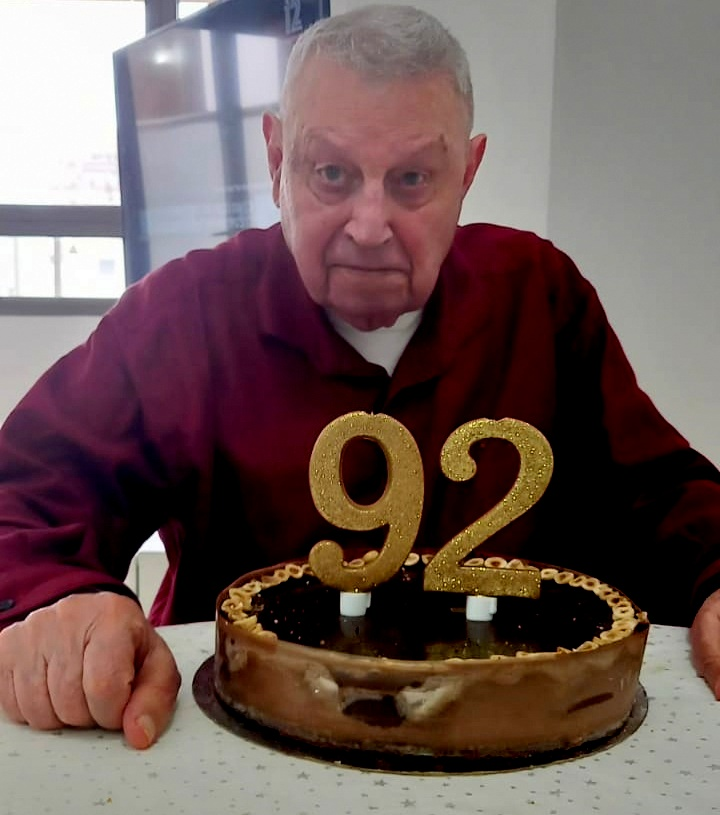
Abraham Kaplan

Abraham Kaplan (* 5. Mai 1931 in Tel Aviv; † 6. September 2023 ebenda) war ein amerikanischer Chor- und Orchesterdirigent sowie Komponist.

## Leben und Werk
Abraham Kaplan wurde in Israel als Sohn und Enkel von Chorleitern geboren. Sein Großvater war Kantor und Chorleiter in Osteuropa. Sein Vater, Shlomo Kaplan, legte den Grundstein für die Kultur des Chorgesangs in Israel und galt um die Mitte des 20. Jahrhunderts als der führende Chordirigent dort. Abraham Kaplans erste Erfahrungen auf diesem Gebiet machte er während seines Militärdienstes, als er in seiner Einheit einen Chor leitete. Nach seiner Entlassung begann er ein Musikstudium an der Akademie und konzentrierte sich auf das Dirigieren von Chören. Er schloss 1953 die Musikakademie in Jerusalem erfolgreich ab. Von 1954 bis 1957 studierte er an der Juilliard School of Music in New York. Er war Schüler von William Steinberg, Eleazar de Carvalho, Hugh Rose  und Frederik Prausnitz im Fach Dirigat sowie von Peter Mennin in Musiktheorie und Darius Milhaud in Komposition.
Abraham Kaplan wirkte von 1961 bis 1977 als Chor- und Orchesterdirigent an der Juilliard School of Music. Er war 1960 Gründer und Leiter der Camerata Singers und von 1961 bis 1973 Music Director des Collegiate Choral in New York sowie seit 1963 Dirigent des New Yorker Henry Street Settlement Orchestra. Von 1968 bis 1977 war er musikalischer Leiter der Symphonic Choral Society of New York. Von 1995 bis 2000 wirkte er als stellvertretender Dirigent für Choraktivitäten beim Seattle Symphony Orchestra. Er arbeitete oft mit bedeutenden Orchestern wie den New Yorker Philharmonikern unter Leonard Bernstein zusammen. Kaplan lebte in Seattle (Washington) und leitete die Abteilung für Chorstudien an der University of Washington.
1977 trat Abraham Kaplan im Weißen Haus bei einem festlichen Konzert zu Ehren des finnischen Präsidenten Urho Kekkonen auf. Er wurde zu einem Konzert zu Ehren von Elizabeth II., Königin des Vereinigten Königreichs, und ihrem Ehemann, dem Herzog von Edinburgh, während ihres Besuchs in den Vereinigten Staaten im Jahr 1983 eingeladen.
Als Komponist schuf Abraham Kaplan vier große Werke für Chor und Orchester sowie mehrere kürzere Werke.
Er starb im September 2023 im Alter von 92 Jahren in Israel.